# Offline Analytics
Offline Analytics, oder Offline-Analyse ist ein Begriff aus dem Marketing. Die Offline-Analyse analysiert das Konsumentenverhalten im stationären Handel und simuliert auf diese Weise Online-Analyse-Tools (wie beispielsweise Google-Analytics) für Geschäfte, Kaufhäuser, Messen oder andere Interessensgebiete.
Bei der Offline-Analyse wird dazu das Konsumentenverhalten in Echtzeit aufgezeichnet. Möglich wird dies beispielsweise durch das Tracking von Smartphones über iBeacon und die anschließende Aufbereitung und Analyse der Daten. Diese Methode erlaubt Rückschlüsse auf Besucherquellen, die Ziele nach Verlassen der Location, die Besucherfrequenz bestimmter Kunden in der Location in einem bestimmten Zeitraum und das Verhalten innerhalb der Location (Verweildauer an bestimmten Regalen, Besuch von Infopoints, erfolgter Einkauf etc.). 
Apps ermöglichen den Abgleich des Konsumentenverhaltens Offline und Online, was bisher zur Darstellung optimierter Werbung bereits eingesetzt wurde und nun auch im Bereich der Offline-Analyse eingesetzt wird. Auf diese Weise kann etwa nachverfolgt werden, ob ein Kunde die Produkte vor dem Kauf auf Preisvergleichsportalen oder Versandhäusern überprüft. Weitere Möglichkeiten sind die Optimierung der Produktpalette und die Verwaltung des Besucherstroms, sowie die effiziente Platzierung von Produkten, Informationsstellen und Verkaufsberatern.
Diese Art der Datensammlung erfolgt mit Zustimmung des Kunden, beispielsweise durch die Installation einer eigenen App, allerdings kann personalisierte Offline-Analyse in bestimmten Grenzen auch ohne die explizite Zustimmung erfolgen.